# Phù kế

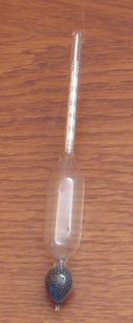
Một phù kế.

Phù kế là một dụng cụ đo lường để xác định khối lượng riêng của một chất lỏng. Nó thường được làm bằng thủy tinh có hình trụ và một đầu có quả bóng chứa thủy ngân hay kim loại nặng để giữ nó nằm thẳng đứng. 

## Cách đo
Chất lỏng được rót vào trong một bình cao, và phù kế được thả nhẹ vào trong bình cho đến khi nó nổi lơ lửng. Vị trí mà bề mặt chất lỏng tiếp xúc với phù kế được đánh dấu và được so sánh trên thang đo bằng dải vạch đặt nằm trong phù kế. Khối lượng riêng của chất lỏng được đọc trực tiếp trên thang đo (thường theo đơn vị gam trên xentimét khối).

## Nguyên lý
Nguyên tắc hoạt động của phù kế dựa vào lực đẩy Ácsimét. Phù kế nổi cân bằng khi trọng lực của nó bị cân bằng bởi trọng lượng của thể tích chất lỏng bị nó chiếm chỗ. Nếu khối lượng riêng chất lỏng càng nhẹ, thể tích chiếm càng lớn và phù kế càng chìm sâu.
Trong các chất lỏng nhẹ như dầu hỏa, xăng và cồn, phù kế chìm sâu hơn các chất lỏng nặng như sữa, axít. Thực tế thường có hai loại phù kế, một loại đo chất lỏng nặng hơn nước (đánh dấu 1,000 cho nước ở đỉnh), loại kia cho chất lỏng nhẹ hơn nước (đánh dấu 1,000 cho nước ở đáy).

## Ứng dụng
Chất lượng của nhiều chất lỏng thương mại, như nước ngọt, axít sulfuric, cồn, rượu vang, phụ thuộc nhiều vào khối lượng riêng của chúng. Do vậy phù kế được dùng nhiều trong thương mại.
Loại phù kế được thiết kế đặc dụng cho sữa, gọi là "lactometer". Sữa bò có khối lượng riêng chừng 1,027 đến 1,035 gam trên xentimét khối; và phù kế cho sữa thường chỉ thể hiện 2 chữ số thập phân cuối trong dải 20 đến 40. Loại phù kế cho rượu còn gọi là "alcoholometer". "Saccharometer" là tên gọi phù kế cho nước ngọt. Nhiệt phù kế là phù kế có thêm nhiệt kế bên trong; loại này giúp đo các chất lỏng có khối lượng riêng thay đổi theo nhiệt độ.